# Список персонажей телесериала «Кости»
Ниже приведен список персонажей американского телесериала «Кости».

## Главные персонажи

### Темперанс Бреннан
Доктор Темперанс Бреннан (урождённая Джой Кинан) — судебный антрополог, работает в вымышленном институте Джефферсона, Вашингтон. Также является автором детективных романов. Имеет три докторских степени. До начала событий сериала большую часть времени проводит в лаборатории или в командировках, занимаясь опознанием древних останков или тел жертв геноцида. Также совместно с агентом ФБР Сили Бутом занимается сложными расследованиями. Она мастер нескольких видов единоборств, навыки по применению которых демонстрируются ею на протяжении всего сериала. Её напарником является специальный агент ФБР Сили Бут.
Бреннан социально не адаптирована, она ищет себя в науке. За редким исключением, держится на расстоянии от людей, включая жертв, которые попадают в её лабораторию. Единственная подруга Темперанс — Энджела Монтенегро. Доктор Бреннан — вегетарианка и атеист.
Романы Бреннан весьма непродолжительны. Она утверждает, что не испытывает потребности в эмоциональных отношениях, а ищет случайные связи для «удовлетворения биологических позывов». В одном эпизоде она проводит время с двумя мужчинами: один служит для интеллектуальных разговоров, другой — для её сексуальных потребностей. Во втором сезоне некоторое время встречается с коллегой Бута, агентом Салливаном.. Их отношения закончились после отказа Бреннан бросить институт и плыть с Салли на лодке по Карибскому морю; психиатр Гордон Гордон Уайатт (Стивен Фрай) обосновал её отказ тем, что Бреннан не может жить без цели в жизни, хотя Энджела посчитала, что Бреннан осталась из-за Бута.
Её именем при рождении было Джой Кинан, однако родителям пришлось изменить свои личности и личности своих детей, чтобы обезопасить их от врага из прошлого. Когда Бреннан было 15 лет, её родители бросили её со старшим братом Рассом, который не смог заботиться о сестре и оставил её на попечении социальных служб. О времени её пребывания в приютах ничего не известно: в эпизоде «Мальчик в кустах» она говорит, что за ней приехал дедушка, в последнем эпизоде сезона, что не знала бабушку и дедушку. Вполне возможно, что, говоря «дедушка», она имела в виду своего последнего приемного родителя, который, очевидно, был хорошим человеком. Воспитывалась в нескольких приёмных семьях. Признается Буту, что писала имена этих людей на подошвах своих ботинок.
В эпизоде «Смерть пчелиной матки» Бреннан и Бут отправляются в её родной город, где была обнаружена отрубленная голова. Во время расследования убийства она посещает встречу выпускников своей школы в качестве выпускницы, что позволяет им заняться расследованием, не сея панику. Одноклассники помнят её как «жуткую девочку», которая «любила мертвые вещи». Несколько одноклассников называли её «Мортиша» и считали её «ненормальной», даже будучи взрослыми. Её единственным другом в школе был «жуткий» смотритель, мистер Рей Баксли, псих, с которым юная Темперанс могла обсуждать смерть в подробностях. Позже он стал тезкой убийцы в первой книге Бреннан.
Её напарник Сили Бут — её полная противоположность. Тем не менее, вместе они являются отличной командой. Их совместимость часто является основной темой обсуждения многих персонажей сериала, считающих, что они «больше, чем партнёры». Бут и Бреннан неоднократно рисковали жизнью, чтобы спасти друг друга. Темперанс привязывается к Буту, с которым у неё рождается дочь Кристина, а впоследствии они женятся. В 10 сезоне Бреннан и Бут ждут второго ребёнка и собираются сменить места работы. В 11 сезоне Бреннан и Бут возвращаются на свои места работы после событий 1 и 2 серий 11 сезона, в которых Бут чуть не лишился жизни в ходе опасной спецоперации.
У Бреннан есть игуана, которая живёт в её кабинете. Впервые она появляется в 16 серии 6 сезона. Чуть позже о ней говорит интерн Винсент Найджел-Мюррей, когда извиняется перед Бреннан за то, что, будучи пьяным, ходил с её игуаной на голове (6 сезон 18 серия). В 16 серии 4 сезона можно заметить аквариум для игуаны в кабинете Бреннан.

### Сили Джозеф Бут
Сили Бут — самоуверенный, добрый, порой слишком прямолинейный, сообразительный и религиозный человек, в детстве был алтарным мальчиком (немного знает латынь), католик. Родился в 1971 году. Во 2 серии 3 сезона (2007 г.), он говорит, что ему всего лишь 35 лет, а в 10 серии 3 сезона доктор Бреннан на вопрос Эйприл «А какая разница в возрасте у вас с Бутом?» отвечает: «5 лет».
Был снайпером в Армии рейнджеров США. За это время он совершил около 50 убийств. В отличие от доктора Бреннан, Бут «социальный человек», хорошо ориентирующийся в межличностных отношениях. Он легко находит подход к людям, которые так или иначе фигурируют в расследовании, и часто использует свой опыт, чтобы показать Бреннан сложные для её понимания ситуации с разных сторон. В течение сериала разные персонажи говорят, что Бут и Бреннан уравновешивают друг друга, потому как Бреннан использует ум, а Бут свой «кишечный» инстинкт и юмор.
В то время как Сили пытается держать личную и профессиональную жизнь строго втайне, аспекты его личной жизни просачиваются наружу.
В 14 серии 3 сезона Бут получает пулю от одной его поклонницы (пулю должна была получить Бреннан, но Бут закрыл её собой), и умирает. В последней серии 3 сезона Бута хоронят, но выясняется, что Бут инсценировал свою смерть, чтобы поймать одного преступника. Ему это удается, но Кости злится на него за то, что он не сообщил о том, что инсценировал свою смерть. Но в конечном счете, они мирятся.
Его отец был пилотом во время Вьетнамской войны, а его мать составляла стишки для телевизионных реклам. Во время службы у Армейских рейнджеров подвергался пыткам, что оставило у него эмоциональные и психические шрамы, о чём Бреннан говорит в серии «Два тела в лаборатории» (1х15). Бут служил в ФБР на протяжении последних 12 лет (4x06).
В четвёртом сезоне раскрывает, что его отец был парикмахером и страдал алкоголизмом. Можно предположить, что под действием алкоголя он грубо обращался со своими детьми, бил и унижал их. В эпизоде «The Double Death of the Dearly Departed» («Погром на кресте») Бут заявляет, что если бы его не забрал дедушка, он, возможно, убил бы себя ещё подростком. У Бута есть младший брат Джаред. Скорее всего, Сили защищал Джареда от побоев отца, и эту манеру поведения он переносит на взрослого Джареда.
Признается Бреннан, что раньше он часто играл в карты, но завязал, все азартные игры остались в прошлом.
Увлекается оригами (сезон 1); любит носить яркие носки и смешные галстуки, наряду с бунтарскими пряжками для ремней.
У него есть сын по имени Паркер (Сили назвал сына в честь сослуживца, причиной гибели которого считал себя). Несмотря на то, что мать Паркера, Ребекка, не живёт с Бутом (она отказалась выйти за Сили), он всегда находит время, чтобы побыть с сыном.
Бреннан узнает в Сили потомка Джона Уилкса Бута — убийцы Авраама Линкольна.
В середине пятого сезона Бут признаётся Бреннан в любви, но она отказывает ему. После этого Бреннан уезжает на раскопки на Молуккские острова на семь месяцев, а Бут отправляется обучать солдат в Афганистан. В шестом сезоне Бреннан наконец понимает, что она зря отказала Буту, но он уже влюбился в журналистку Ханну, с которой Бреннан впоследствии подружилась. После разрыва с Ханной (в 13 серии 6 сезона она отказалась выходить за Бута замуж), в предпоследней серии шестого сезона, проводит ночь с Бреннан, в 23-й серии Кости сообщает напарнику, что ждет от него ребёнка.
В 7 сезоне у Бреннан и Бута рождается дочь, которую они называют Кристина (в честь матери Бреннан) Энджела (в честь лучшей подруги Бреннан) Бут. Из-за сложившихся обстоятельств Бут сам принимал роды, которые происходили в сарае за отелем, в который их не впустили.
В конце 7 сезона Кости позволяет Буту крестить их дочь и даже присутствует в церкви во время ритуала.
Впоследствии Бреннан была вынуждена бежать вместе с дочерью, так как её подставили, обвинив в убийстве. Компьютерный гений Кристофер Пеллант обратил все улики против Кости. В побеге ей помог её отец, так как он как никто другой знает, как выжить в бегах. Бут остается в городе, Макс сказал, что Бреннан вернется, когда Сили докажет, что Темперанс невиновна. В 8 сезоне вместе с командой Джефферсона доказывает невиновность Бреннан.
В 8х12 подстрелил Пелланта, из-за чего у последнего шрам на правой половине лица, как следствие Пеллант ослеп на правый глаз.
Затем, в том же сезоне, Пеллант сорвал Буту свадьбу заявлением о том, что убьёт пятерых, если он и Бреннан поженятся.
В 9 сезоне Пеллант снова вернулся. Бут и его команда затеяли поимку на живца, зная, что Пеллант любит свежевать убитых людей. Однако в результате операции погиб агент Флин. В ходе расследования он и Бреннан находят его на заброшенной электростанции. Бут прицельным выстрелом убивает его.
Далее жизнь Бута идёт, как и прежде. Он женится на Бреннан, проводит с ней медовый месяц в Аргентине. Также он сдает ежегодную аттестацию. Поскольку он сдал теоретический тест на 97 % (а не на 90 %, как раньше), ему начинает светить продвижение по карьерной лестнице. Позже выясняется, что ему предлагают пост в Германии. Он начинает учить немецкий и готовится к слушаниям в Конгрессе. Однако конгрессмен, до этого выступавший в качестве его покровителя, неожиданно задаёт Буту провокационный вопрос о гибели гражданина США в Пакистане. Бут в замешательстве, поскольку бумаги по этому делу были под грифом «Секретно». Он и Бреннан вынуждены покинуть Конгресс. Далее Бута де-факто увольняют из Бюро. Более того, появляется угроза его жизни. Отправив Кости и дочку подальше, он принимает бой против трех бойцов спецназа Дельта (хотя в ФБР уверены, что это были агенты ФБР с ордером на арест). Ему удаётся победить (не без помощи Темперанс, вернувшейся назад с пистолетом), однако теряет сознание из-за потери крови и попадает в больницу. Там его уже арестовывают, а доктора Бреннан с истерикой выводят из палаты.
Оказывается, что конгрессмен подставил Бута не случайно. Кто-то сфотографировал его в пикантной позе. Оказалось, что конгрессмен был скрытым гомосексуалистом. Позже выясняется, что всё это — дело рук убийцы-Призрака, о котором говорил Пеллант.
В начале 10 сезона Бут в тюрьме. Доктор Бреннан, с помощью шантажа прокурора, добивается освобождения Бута, но его кошмар продолжается, когда убивают Свитса, и даже после ареста заговорщиков Бут себя винит в его смерти. Также в этом сезоне у Бута временно возрождаются игорные привычки, но он справляется с болезнью.
В первых сериях 11 сезон Бут не работает в ФБР. В 1-2 серии 11 сезона внедряется в группировку, которая собирается обменять список всех агентов под прикрытием на большую сумму денег. В процессе этой операции погибает Джаред Бут и Сили сам поджигает машину с телом брата. Также Бут получает тяжелое ранение, что ведет к большой потере крови. Это пугает команду Джефферсона, когда они обнаруживают лужу крови и устанавливают, что кровь принадлежит Буту. После завершение операции Бут и Бреннан возвращаются на свои рабочие места в ФБР и институт Джефферсона.

### Пуки Нудлин Перли-Гейтс Гиббонс/Энджела Монтенегро
По сериалу Энджела — дочь Билли Гиббонса, гитариста группы ZZ Top. Энджела родилась в Балтиморе, штат Мэриленд. Энджела Монтенегро — псевдоним; реальное имя — Пуки Нудлин Перли-Гейтс Гиббонс. Как упоминается в третьем сезоне, псевдоним пришёл ей во сне.
Энджела является специалистом по судебной реконструкции лиц в вымышленном институте Джефферсона, где она работает с доктором Темперанс Бреннан, её лучшей подругой. Энджела получила степень бакалавра в Университете Техаса в Остине, в области изобразительного искусства и компьютерных технологий. Она использует свои навыки художника, чтобы нарисовать лицо в трёхмерном изображении с использованием компьютерного моделирования.
Энджела не только часто знакомится с мужчинами и ходит на свидания, но и заводит серьёзные отношения. В серии 1х17 говорится, что раз в году на три недели Энджела ездит в пустыню в штате Аризона к своему другу Кирку. Их пятилетние отношения заканчиваются после того, как Кирк был убит во время очередного визита Энджелы к нему.
Отношения Энджелы с Ходжинсом развивались на протяжении первого и второго сезонов сериала, когда Джек стал проявлять к ней активное внимание.
В начале второго сезона Энджела и Ходжинс начали флиртовать друг с другом, что обернулось свиданием в эпизоде «Девочка с завитком» (2х7). Во время свидания они качались на качелях, переживая своё детство. Они обменялись страстным поцелуем ближе к концу свидания. Позже в эпизоде Энджела избегает Ходжинса настолько, насколько это возможно. Когда Ходжинс спросил, почему (он беспокоился, что свидание не произвело на неё впечатления), Энджела заверила его, что это, возможно, было лучшее свидание в её жизни (так что Ходжинс запутался, почему она не хочет этих отношений). Она сказала это потому, что «это должно рухнуть… тогда мы бы поняли, что этому не суждено случиться». И если они продолжат свои отношения, то их рабочие отношения рухнут, если все закончится плохо. Никто точно не уверен, когда они снова начали встречаться, потому что в «Инопланетяне в космическом корабле» (2х9), когда Ходжинс и Бреннан были вместе заживо похоронены, Ходжинс сказал, что он «без ума от любви к Энджеле». Когда он выбрался из погребенной машины, они с Энджелой поцеловались и отправились домой вместе.
После этого они в основном были вместе, открыто флиртуя на рабочем месте. В эпизоде «Священник на кладбище» (2х17) Ходжинс попросил Энджелу переехать к нему, но она отказалась. Позже, когда они оказались вместе в кладовой комнате, Ходжинс подумал, что Энджела трусит, но она настояла на том, что он будет единственным, кто об этом знает. Некоторое время спустя Ходжинс предлагал выйти за него замуж, но Энджела ему отказала. В конце второго сезона Энджела соглашается выйти замуж за Ходжинса даже при том, что он не имел в виду предложения. Их свадебная церемония прервалась в тот момент, когда Государственный Департамент объявил что Энджела уже замужем: она состояла в браке с Грейсоном Барасой. По данным Государственного Департамента, она вышла замуж на пьяной церемонии огненного круга на Фиджи (вероятно в 2003 году или около того) за мужчину, которого не помнит. После призывов Кэролайн, Ходжинс и Энджела сбегают со своей свадьбы. Конец второго сезона.
В течение третьего сезона Энджела и Ходжинс пытаются узнать личность мистического мужа. Ходжинс нанимает частного сыщика, мистера Дойла, который просит Энджелу описать её мужа. Она была способна сказать ему только, что её муж «высокий, мускулистый и чёрный». Мистер Дойл позже сказал им, что вполне возможно, что муж Энджелы — это моряк по имени Биримбау, (что значит «маленькая флейта»).
Желая попробовать что-нибудь вспомнить, Энджела подвергается гипнозу, пытаясь открыть своё подсознание так, чтобы вспомнить настоящее имя Биримбау. Под гипнозом, вместо того чтобы узнать имя своего настоящего мужа, она открывает красную дверь гигантской пчеле. Слишком боясь вернуться к гипнотику, Энджела и Ходжинс пытаются расшифровать значение пчелы своими силами. Вскоре после этого Энджела вспоминает короткие вспышки со свадьбы. Кто-то сделал фотографию сразу после того, как она сказала «да», и она положила её в книгу как закладку. Оказывается, та книга, которую она читала, была о радиоактивном загрязнении, превращающем пчел в человекоподобных существ. Внутри она нашла полароидный снимок себя и Биримбау, но его лицо ещё скрыто. На задней стороне написано «Энджи + Грейсон». После раскрытия первого имени её мужа следующее «просто следует за этим», и она вспоминает, что его полное имя Грейсон Бараса.
После раскрытия его имени их новый частный сыщик, Эмбер Киплер, быстро находит Грейсона. Он живёт во Флориде, в Ключах. Он построил для Энджелы дом, который Ходжинс сравнил с лачугой, а Мисс Киплер назвала «причудливым коттеджем». Она также сказала им, что Грейсон утверждает, что он до сих пор влюблен в Энджелу, и отказался подписать развод. В начале четвёртого сезона Грейсон приезжает в Вашингтон, чтобы попытаться добиться возвращения Энджелы с ним. Энджела целует его, и когда Ходжинс узнает об этом, они с Грейсоном дерутся. Когда Грейсон видит поцелуй Энджелы и Ходжинса, он соглашается подписать развод и уходит.
Тогда Кэм предлагает подвезти Грейсона в аэропорт; его рейс задерживают, и Кэм в конце концов спит с ним. Поначалу она чувствует неловкость в том, чтобы сказать об этом Энджеле, но после некоторых убеждений от Свитса она в конце концов выплескивает это. Поначалу Энджела не кажется обеспокоенной, но потом начинает огрызаться и сердиться на Кэм. Когда они наконец мирятся, Энджела и Ходжинс на ужине. Энджела кажется смущенной из-за того, как она могла злиться на Кэм за то, что она переспала с Грейсоном, когда они уже были даже больше не женаты.
Подробное расследование этого показывает что Энджела до сих пор испытывает чувства к Грейсону, что заставляет Ходжинса не доверять ей. Энджела говорит, что два человека, которые не верят друг другу, не должны быть вместе, не говоря уже о том, чтобы пожениться, и они расстаются. После разрыва Энджела и Ходжинс пытаются избегать друг друга насколько это возможно. Позже, в четвёртом сезоне, они мирятся и вновь становятся лабораторными приятелями без неловкостей.
Энджела бисексуальна. Восемь лет назад, будучи студенткой, состояла в отношениях с девушкой из художественной школы по имени Рокси.
Вскоре после разрыва с Джеком, Энджела воссоединяется с Рокси. Пара возобновила свои отношения и встречается какое-то время, но потом они расстаются. Рокси объясняет это тем, что она хочет кого-то, кто думает о будущем, а не того, кто живёт моментом. Энджела плохо принимает разрыв. После разговора со Свитсом Энджела соглашается на воздержание (в половой жизни). Со всей её сдерживаемой сексуальной энергией, Энджела в конечном счете прыгнула в кровать с Ходжинсом, но они оба совершенно уверены, что не вернут отношения. Однако в эпизоде «Критик в Каберне» (4х25) Ходжинс заявляет, что хочет вернуть Энджелу.
В эпизоде «Жесткий человек в мягкой курице» (5х6) в пятом сезоне романтические отношения возникают между Энджелой и интерном по имени Вэндел. В эпизоде «Секрет в материалах» (5х11) мы узнаём, что они пара. В этом эпизоде также говорится, что Ходжинс всё так же влюблён в Эндж и жалеет об этой утрате.
Во время подозрений, что Энджела забеременела от Вэндела («Доказательство в пудинге» 5x12), Джек предложил ей помощь в воспитании ребёнка.
В пятом сезоне в эпизоде «Смерть пчелиной матки»(5х17) Энджела и Вэндел расстались.
Во время сбора улик в штате Мэриленд Энджела и Ходжинс попали в тюрьму за незначительные нарушения. За время, проведенное там, они пересмотрели свои решения и признались во взаимных чувствах друг к другу. Когда приехал судья для того, чтобы отпустить их под залог, они провели гражданскую церемонию бракосочетания прямо в тюрьме с шерифом в качестве свидетеля. В конце пятого сезона они планируют провести год в Париже, в то время как Бут и Бреннан отправились в командировки, а им не хотелось работать с новым судебным антропологом и агентом ФБР.
После возвращения из Парижа Энджела обнаруживает, что беременна. В эпизоде 6х04 говорится, что если у Энджелы и Ходжинса будет дочь, её вторым именем будет Темперанс, в честь её лучшей подруги Темперанс Бреннан. Отец Энджелы хотел назвать ребёнка Стаккато Мамба, в честь одной из своих песен. В итоге сошлись, что именем девочки будет Кэтрин Темперанс, а мальчика — Майкл Джозеф.
В эпизоде 6х23 у Энджелы и Ходжинса рождается сын, которого они называют Майкл Стакатто Винсент Ходжинс. Первое имя выбрали сами родители, второе — отец Энджелы, а третье — это имя интерна Винсента Найджела-Мюррея, которого в конце шестого сезона подстрелил снайпер.
В эпизоде 12х11 Энджела признаётся Бреннан, что ждёт ребёнка.

### Закари Юрайя Эдди
Антрополог института Джефферсона. Ранее работал интерном доктора Бреннан. Единственный из всех работающих в лаборатории умеет абстрагироваться от личных эмоций и привязанностей, что и продемонстрировал на суде Макса Кинана (отца своего начальника, друга и учителя — доктора Темперанс Бреннан).
В середине второго сезона защищает докторскую диссертацию по антропологии и становится полноправным членом команды. Как и Бреннан, ему сложно общаться с нормальными людьми. Чрезвычайно одаренный: в 11 серии 1 сезона упоминается, что его IQ намного выше 163 (уровня «гения»), и у него предположительно фотографическая память (7 серия 1 сезона). Вместе с доктором Ходжинсом часто ставит эксперименты в лаборатории для установления истины. Один из таких экспериментов (как позже выяснилось, подстроенный им самим, но неверно рассчитанный) нанес Заку тяжелые травмы рук, в результате которых их моторика так до конца и не восстановилась.
Нельзя сказать, что Зак в свои годы похож на своих сверстников. Заку очень тяжело дается общение с людьми, особенно со сверстниками и девушками. Он строит свои отношения, основываясь на науке. Когда эти отношения требуют включения интуиции, Эдди теряется и ищет помощи у более компетентных людей. Чтобы Зак отстал от Бута с вопросами о женщинах, Ходжинс дарит ему карманную камасутру («The Pain in the Heart»). Именно из-за того, что Эдди тяжело дается жизнь в социуме, он — слабая личность, которая нуждается в проводнике либо в поддержке более сильной.
Таким человеком становится каннибал-убийца Гормогон, учеником и сообщником которого он становится. Признался, что помог Гормогону убить жертву, но не есть её, в результате чего при содействии доктора Свитса был признан невменяемым и помещен в психиатрическую лечебницу. Но даже после этого хорошо общался со всеми членами команды, которые неоднократно его навещали и помогали ему. В четвёртом сезоне Свитс узнает, что Зак не убивал жертву, а только сказал Гормогону, где её найти. Свитс хочет рассказать это всей команде, но Зак запрещает, говоря, что это врачебная тайна, так как вследствие раскрытия правды Зак сядет в тюрьму как соучастник.
Зак — это пример молодого поколения, которое, занимаясь развитием мира, забывает о своем окружении, но для него истинной ценностью остается семья и друзья.
В первом сезоне говорит, что у него есть три брата и четыре сестры, которые живут вместе с родителями в Мичигане.
Зак очень талантливый певец (14 серия 3 сезона).
В 7 серии 4 сезона в разговоре с новым интерном Ходжинс упоминает, что Зак получил пожизненный срок, но они все равно его любят.
В последней серии 11 сезона выясняется, что он сбежал из психбольницы и предположительно является «кукловодом», после чего он похищает доктора Бреннан.
Позже команда узнает, что Зак не был виновен, а его мастерски подставил главврач лечебницы, в которой находился Эдди, доктор Рошан. В конце 1 серии 12 сезона доктор Рошан пытается убить Зака с помощью инъекции, но антрополог вовремя замечает этикетку, в результате чего между ними завязывается драка. Её прерывает Бут, когда врывается в палату и застреливает главврача.
В предпоследней серии сериала Зака судят за убийство. Ему грозит пожизненное заключение, но он отделывается 13 месяцами, не без помощи Кэролайн Джулиан, выступившей в качестве обвинителя на суде.

### Джек Ходжинс
Джек являлся владельцем многомиллиардной корпорации, однако своё состояние скрывает. Возможно, поэтому вторым его увлечением, после экскрементов, жуков и минералов, являются теории заговора. Также Джек скрывает от семьи свои занятия, опасаясь, что родственники могут помешать его любимому делу. По гороскопу является Девой(6 сезон 18 серия).
Ходжинс был заживо похоронен могильщиком вместе с Кости. Могильщик потребовал перевести 8 миллионов долларов, чтобы спасти Ходжинса и Кости, тем не менее, благодаря обширным знаниям Ходжинса о почве и идее Кости послать СМС с помощью аккумулятора машины они были спасены без случайного платежа. Позже было раскрыто, после того как Могильщик похитил Бута, что у Ходжинса была решающая улика для раскрытия дела — кусочек наклейки для бампера, найденный им и Бреннан в его ноге.
Ходжинс начал отношения с Энджелой Монтенегро. Он предлагал несколько раз встречаться, но Энджела отказывала. После случая с могильщиком они начали официально встречаться. Энджела несколько раз отклонила предложение Джека выйти за него. На последнее предложение, которое не было явным предложением, Энджела согласилась, и они решили пожениться как можно скорее. Ходжинс и Энджела были уже у алтаря, но их день свадьбы был прерван, когда открылось что Энджела уже вышла замуж за парня, чье имя она не может вспомнить, на пьяной церемонии на Фиджи, когда она была в отпуске.
В течение третьего сезона пара пыталась узнать личность таинственного мужа, и с помощью частного детектива они узнают, что прозвище мужа Энджелы — «Биримбау», что означает «Маленькая Флейта» на бразильском диалекте. Вскоре после этого Энджела подвергается гипнозу, чтобы вспомнить настоящее имя Биримбау, но вместо этого сталкивается с большой живой осой, находясь под гипнозом. Оказывается, Энджела читала книгу, в которой ядерное загрязнение делало ос гигантскими, и она положила в неё свадебную фотографию как закладку.
После нахождения книги и фото Энджела и Ходжинс находят «Энджи+Грейсон», небрежно написанное на обороте, и Энджела наконец вспоминает, что полное имя её мужа Грейсон Бараса. Их новый частный детектив находит мистера Барасу на Флоридских островах, на отдаленном Клочке Без Названия. Она посещает мистера Барасу, чтобы узнать согласится ли он на развод, он не согласен, объясняя это тем, что до сих пор очень любит Энджелу.
В начале четвёртого сезона Грейсон приезжает в Вашингтон, чтобы попытаться вернуть Энджелу. Когда Энджела его целует (намерено) и Ходжинс видит это, он и Грейсон дерутся. Но когда Грейсон наконец соглашается подписать бумаги на развод, Кэм спит с ним и злит Энджелу, что делает её отношения с Ходжинсом очень хрупкими.
Вскоре после этого Ходжинс и Энджела порвали свои отношения, потому что Ходжинс не доверял Энджеле и наоборот.
Спустя какое-то время после расставания приезжает отец Энджелы. В итоге, после общения Ходжинса и отца Энджелы, Джек просыпается в пустыне с тату на левом плече — портрет Энжелы, с надписью «Энджела навсегда» (4 сезон 19 серия). Впоследствии Джек получил ещё одно тату — с изображением отца Энджелы, Билли Гиббонса, гитариста группы ZZ Top на правом плече (6 сезон 15 серия), когда отказался давать их с Энджелой ребёнку имя, которое выбрал отец Энджелы.
В четвёртом сезоне Ходжинс начал использовать сервис интернет-знакомств «Да или Нет» и был соединен с Энджелой, но никто из них не был готов снова встречаться друг с другом.
В пятом сезоне зритель может увидеть вновь соединившихся Ходжинса и Энжелу. Во время сбора улик в штате Мэриленд Энджела и Ходжинс попали в тюрьму за незначительные нарушения. За время, проведенное там, они пересмотрели свои решения и признались во взаимных чувствах друг к другу. Когда приехал судья для того, чтобы отпустить их под залог, они провели гражданскую церемонию бракосочетания прямо в тюрьме с шерифом в качестве свидетеля. В конце пятого сезона они планируют провести год в Париже, в то время как Бут и Бреннан отправились в командировки, а им не хотелось работать с новым судебным антропологом и агентом ФБР.
После возвращения из Парижа Энджела обнаруживает, что беременна. В эпизоде 6х23 у Энджелы и Ходжинса рождается сын, которого они называют Майкл Стакатто Винсент Ходжинс. Первое именя выбрали сами родители, второе — отец Энджелы, а третье — это имя интерна Винсента Найджела-Мюррея, которого в конце шестого сезона застрелил снайпер.
В восьмом сезоне, 12 эпизод, всё своё состояние теряет, потому что он выбирает сохранить группу девочек на Ближнем Востоке от ракеты, которая была направлена на их школу Пеллантом. Однако вскоре получает возможность заработать. Он и интерн Финн выводят на рынок уникальный по рецепту острый соус, который начинает пользоваться популярностью.
В девятом сезоне узнаёт о своём старшем брате, который болен шизофренией.
В десятом сезоне вновь становится миллионером, продав крупной компании созданный им небьющийся материал.
Джек — энтомолог и эксперт по спорам и минералам. Имеет дипломы по биологии, геологии и энтомологии.
Также, кроме теорий заговора, Джек увлечен лабораторными экспериментами, частым участником которых становится Зак Эдди, а впоследствии все интерны лаборатории.
Джек также является теоретиком конспирации и называет себя «Королём лаборатории».
В начале 10 серии одиннадцатого сезона на месте преступления взрывается бомба, и Обри закрывает Джека собой, спасая ему жизнь, и находится в тяжелом состоянии на операционном столе. Обри поправляется. И с Джеком на первый взгляд тоже все хорошо, только его беспокоят боли в спине, которые он подавляет аспирином. Сначала Джек был против второго ребёнка, потому, что его все устраивало, но после взрыва сказал Энджеле, что все-таки хочет многое успеть и хочет второго ребёнка. В конце серии выясняется, что Ходжинс травмирован серьёзнее, чем показалось на первый взгляд, а не заметили этого потому, что он принимал аспирин. В конце серии доктор говорит Энджеле, Темперанс, Камилле и Арасту, что у Джека поврежден поясничный отдел — он парализован и больше никогда не сможет ходить.
В последующих сериях он все-таки ездит в лабораторию на инвалидной коляске. Однако его очень злит обретённая инвалидность, и из-за этого он ведёт себя раздражённо и отстранённо. Джек и Энджела переживают трудный период в отношениях, надолго отдаляются друг от друга, но позже Джек решается принять своё состояние и мирится с женой.

### Камилла Сэроян
Появляется как глава судебного отдела и патологоанатом, начиная с 1 эпизода 2 сезона. С 1 по 6 эпизоды Тейлор являлась приглашённой актрисой, а с 7 эпизода полностью присоединилась к актёрскому составу.
Ранее доктор Сэроян работала в Нью-Йорке, выполняя вскрытия трупов в трудных, а иногда и в антисанитарных условиях. Перешла в институт из-за хорошего помещения. В эпизоде «Часть как сумма целого» выясняется, что Кэм посоветовала Буту обратиться за советом по расследованию убийств к Бреннан.
Камилла Сэроян, больше известная как Кэм, — глава криминалистического подразделения в институте Джефферсона. Родилась в Бронксе, Нью-Йорк, Кэм старается подчеркнуть трудности, которые она узнала, живя там. Этот аспект имел и позитивные и негативные последствия. Позитивные — в том, что она никому не позволяет переступать через себя и свою команду, негативные — это то, что люди как правило считают её резкой и не любят её, пока не узнают её лучше.
Сэроян является женщиной жёсткой линии, которая берёт на себя ответственность за отдел и, в случае необходимости, защищает подчинённых. В начале 2 сезона с трудом находит общий язык с командой Бреннан, но в итоге принимает их причуды и строит с ними отношения. Кэмилла первоначально планировала уволить Темперанс, но Энджела и Бут дали ей понять, что если уйдёт Бреннан, то за ней последует и вся команда.
В эпизоде «Человек в клетке» Камилла оказывается между жизнью и смертью из-за отравления нейротоксином (метилбромид), который убийца Говард Эппс спрятал в голову жертвы. Нападение Эппса на неё оказывает сильное эмоциональное воздействие на Бреннан и команду. В конце концов Ходжинсу удалось установить токсин и спасти Кэм. Первоначально планировалось, что героиня Тейлор умрёт от отравления, но позже создатели сериала решили, что Сэроян — хорошее дополнение к основной сюжетной линии. Как и другие, она заинтересована в отношениях Бута и Бреннан. Часто подслушивает их телефонные разговоры или беседы и на очевидность строго платонических и профессиональных отношений Сили и Темперанс улыбается или качает головой.
Она и её семья, кажется, довольно дружны с семьей Бута; возможно, это обусловлено тем, что Кэм встречалась с Сили Бутом когда-то. Как бы то ни было, она также много знает о Джареде Буте, утверждая, что знает его 15 лет.
Её отношения со своей семьей не так хороши, как с семьей Бута, так как она часто борется (но берет верх) со своей младшей сестрой, Фелицией. Отношения сестер резко граничат, между обычной сестринской враждой и такой же сестринской защитой друг друга. Однажды Кэм заявила, что её мать умерла, когда ей было 21, но её отец до сих пор жив и здоров, отпраздновав шестидесятилетие в эпизоде «Стажёр в сжигателе».
В эпизоде 2 сезона «Безголовая ведьма в лесу» Кэм рассказывает, что потеряла мать в 23 года. Кэм — одна из немногих в команде, кто верит в призраков, утверждая, что покойная мать показала ей спрятанное колье, которое Кэм всегда носит с собой.
В эпизоде 3 сезона «Боль в сердце» выясняется, что доктор Сэроян 10 лет была полицейским в Нью-Йорке.
В 19 серии 4 сезона Кэм говорит, что она патологоанатом уже 13 лет.
Какое-то время она жила с именитым хирургом по имени Эндрю Вестон, у которого была маленькая дочь от его покойной жены. Его дочь, Мишель, и Кэм стали очень близки, когда она жила вместе с доктором Вестоном. Но Кэм узнала, что Эндрю изменял ей с другими женщинами, и оставила их обоих, его и Мишель, позади. В эпизоде «Доктор в пасти» (4х18), Эндрю был убит одной из своих подружек, оставив шестнадцатилетнюю Мишель одну. После раскрытия дела Кэм направилась в дом Вестонов и предложила Мишель, если она хочет, пойти и жить с ней. Мишель согласилась, и Кэм стала мамой, даже при том, что во втором сезоне, в разговоре с Бреннан, так же как и в другом с Энджелой в третьем сезоне, она совершенно очевидно сказала, что не хотела детей.
Кэмилла Сэроян любит читать женское чтиво, как способ расслабиться после рабочего дня. В эпизоде 2 сезона «Тела в книге» говорит, что не читала книги Бреннан, так как не любит иметь дело с убийствами в нерабочее время.
Кэм чрезвычайно лояльна к своей команде, заступается за них, когда кто-то несправедливо обвиняет их. Она ожидает той же лояльности взаимно, стремясь рассердиться, когда важная информация спрятана от неё.
В 8 сезоне у доктора Сэроян возникают романтические отношения с одним из интернов доктора Бреннан, Арасту Вазири.
Отношения начинают развиваться после прочитанного Арасту стихом для Кэм на фарси в 8 сезоне (7 эпизод «Горошины в стручке»). Вначале они держат свои отношения в тайне, Энджела и Ходжинс все узнают. В 18 эпизоде 8 сезона («Выжившие в мыле») узнает об их отношениях Бреннан, но Кэм и Арасту убеждают, что на работе будут соблюдать профессиональную субординацию. В 8 сезоне 23 серии («Пафос в патогенных»), когда Арасту находится на пороге смерти от неизвестного вируса, Кэм открыто заявляет, что любит его.
В 9 сезоне доктор Сэроян узнает, что кто-то похитил её личность, но коллеги её поддерживают и в итоге ловят мошенницу, которой оказалась давняя подруга Кэм.
В этом же сезоне Арасту знакомит Кэм со своими родителями, а в 10 сезоне начинает поговаривать о свадьбе, чем очень пугает Кэм, и она отказывается это обсуждать из страха. В этом же сезоне, после того, как Арасту возвращается в Иран, она страдает от паранойи и боится за его жизнь.
Во 2 серии 11 сезона временно расстается с Арасту, в связи с возвращением Бреннан в институт Джефферсона, но в конце 11 сезона они снова начинают встречаться. После Арасту делает предложение Ким, и она соглашается.
В 11 серии 12 сезона проводится свадьба Кэм и Арасту. Молодожёны сообщают всем, что едут в Европу на 6 месяцев на отдых. В конце 12 серии 12 сезона нам становится известно, что Камилла и Арасту вовсе не едут в Европу, а, на самом деле, собираются усыновить трёх мальчиков.

### Джеймс Обри
Специальный агент ФБР. Появляется в 1 серии 10 сезона. После смерти Свитса, Бут не желал никого брать в напарники, пока Бреннан не настояла на том, что Буту нужен напарник кроме неё самой, и Джеймс Обри как никто другой подходит на эту роль. Хороший агент и стрелок. Любит много поесть.
После временного ухода Бута из ФБР занимал его кабинет, однако с радостью переехал на этаж выше, когда Бут вернулся на работу.
В 10 сезоне становится известно, что его отец был аферистом и оставил его с матерью, когда Обри был ещё ребёнком.
Встречался с Джессикой Уорен, но они разорвали отношения. В последней серии 12 сезона завязываются романтические отношения с Карен Делс.

### Лэнс Свитс
Свитс трижды появлялся на протяжении первых восьми эпизодов 3 сезона сериала, а в 9 серии 3 сезона появился во вступительных титрах в качестве одного из главных персонажей.
Когда мы впервые увидели Лэнса, он работал с Бутом и Кости как их психолог. Он был взят для допуска Бута и Кости к профессиональной пригодности как партнеров, чтобы оценить, составляют ли они хорошую команду или стоит их разделить (результатом чего была бы «парная терапия»).
Сейчас он часто (неофициально) появляется в Джефферсоне, по приглашению и без. Свитс любит наблюдать за поведением людей в той или иной ситуации. У него, кажется, есть интерес к каждому в глубине души, и он пытается предложить реальную помощь и совет — с явным исключением: именно он принял решение не говорить Бреннан о фальсификации смерти Бута (предпоследний эпизод третьего сезона "Певец в сорняках, "(3х14) в виде «эксперимента» над двумя партнерами). Эта черта в нём часто раздражает Бута и Ходжинса, но несмотря на это, все члены Джефферсоновской команды советуются с ним — обычно неофициально — по ряду тем, от проблем по работе до проблем в отношениях.
Поначалу Свитс сталкивается со скептицизмом команды из-за его возраста. В серии «Мужчине в грязи» (3х10) Свитсу исполнилось только 23 года. Он, возможно, окончил Университет Колумбии с докторской степенью, подразумевается, что он начал свою студенческую степень, когда ему было 14 — 15 лет, и команде это кажется подозрительным.
Паркер Бут описывает Свитса как «похожего на маленького ребёнка» (Палец в гнезде — 4х04).
Возможно, Лэнс из Канады или штата, близкого к границе, потому что он посещал Университет Торонто для получения студенческой степени. Это было сказано в серии "Погром на кресте, "(4х21) также в ней было открыто, что Свитс подвергался насилию в детстве, и у него есть шрамы от кнута на спине. Немного позже, в серии «Двойные проблемы на нейтральной полосе» (4х11), было раскрыто, что мать Свитса — экстрасенс из цирка. Он был усыновлен, когда ему было 6 лет, любящими матерью и отцом. Они умерли в течение нескольких недель друг после друга, незадолго до того, как началась его работа с Кости и Бутом.
В 6 серии 6 сезона говорит, что к 6 годам побывал уже в 4 приемных семьях.
Бут, Бреннан и Свитс — все имели трудное детство и сформировали что-то вроде суррогатной семьи, их отношение абсолютно нежное, но скрытое за шутками и ложными оскорблениями.
Признался, что испытывал интерес к Энджеле, но после того, как познакомился с её отцом, этот интерес пропал.
После того, как Зак Эдди был помещен в психиатрическую клинику за убийство, Свитс стал его личным врачом и регулярно посещал его. В серии 4х05 Зак признается ему, что он фактически никого не убивал, а лишь навел Гормогона на след жертвы, и берет обещание, что Свитс не расскажет это команде и полиции, иначе Зак сядет в тюрьму.
В 7 сезоне получает на руки табельное оружие и становится полноценным полевым агентом.
Встречался с Эйприл, специалистом по разведению тропических рыб, но позже она порвала с ним. Позже он знакомится с одной из интернов доктора Бреннан, Дейзи Вик, и они начинают встречаться, сначала втайне, а потом открыто. В серии 5х15 он делает ей предложение, и она соглашается, но после того, как Свитс отказывается поехать с ней в годичную антропологическую экспедицию, решает разорвать отношения. В серии 6х13 Лэнс Свитс снова планирует сделать Дейзи предложение, но понимает, что не готов. Несмотря на это, Дейзи и Лэнс продолжают встречаться. В 4 серии 8 сезона решают съехаться, но Свитс понял, что недооценил значение этого шага. В итоге он снова рвет отношения с Дейзи. После этого недолго встречался с другим интерном Бреннан, Джессикой Уорен (9х23). В первой серии 10 сезона мы узнаем, что у Свитса и Дейзи будет ребёнок, мальчик (сына назвали Сили-Лэнс, первое имя выбрал сам Свитс, так как он считал Бута очень близким человеком, и хотел, что бы он был крестным его сына). Погиб в первой серии десятого сезона.
В 10 сезоне 11 серии («Суп из экстрасенса») зрителю становится известно, что Лэнс переписал свою книгу в правдивую историю любви Бута и Бреннан и хотел её им отдать незадолго до своей смерти, в благодарность за то, что они стали ему семьей.

## Второстепенные персонажи

#### Сотрудники и агенты ФБР
| Имя                     | Исполнитель     | Должность | Текущий статус                         |
| ----------------------- | --------------- | --- | -------------------------------------- |
| Сэмюэль Каллен          | Джон М. Джексон | Замдиректора ФБР, начальник Бута. Не любит, когда учёные, особенно Бреннан, вмешиваются в полевые дела бюро. | Периодический (2005)                   |
| Кэролайн Джулиан        | Патриция Белчер | Очень требовательная прокурор. Часто помогает Буту и Бреннан в расследованиях и в суде. Обладает хорошим чувством юмора, очень хорошо знает своё дело. Часто храбро защищала Бреннан и её команду, даже когда на кону стояла её карьера. Когда доктор Бреннан была подозреваемой в убийстве, Кэролин намеренно допустила ошибку в ордере на обыск её дома, чтобы Темперанс смогла собраться и подготовиться к аресту. Её бывшим мужем является главный федеральный адвокат (защитник) штата. У них есть дочь, учится на 2 курсе. | Периодический (2005 — настоящее время) |
| Пэйтон Перотта          | Мариса Кохлан   | Агент ФБР, которая появилась в трех эпизодах, начиная с «Fire in the Ice». Она начинает работать с Джефферсоновской командой, когда Бут был подозреваемым в убийстве, и когда он был выведен из строя из-за травмы спины. Кроме того, она столкнулась с Джефферсоновской командой, когда Бут был похищен могильщиком. Несмотря на то, что Бут просил агента Перотту заменить его, когда повредил спину, Бреннан заявила, что работает с Пероттой просто потому, что нет времени искать более подходящего следователя, который знает, как работает команда Бреннан. Несмотря на свою компетентность, ей не хватало личной связи с Джефферсоновской командой. Когда Бут был подозреваемым, она заметила, что «её люди» нашли потенциально важные улики в текущем расследовании. Тогда Ходжинс и Вэнделл в один голос сообщили ей, что они «люди Бута». Как человек позитивна и открыта. | Периодический (2008—2009)              |
| Дженни Шоу              | Тина Мажорино   | Впервые появляется, когда оказывала помощь агенту Буту по поиску бдительного снайпера. Однако вскоре становится очевидной её неопытность, когда её прикрытие раскрыто Джейкобом Бродски. Восхищается Бутом и стремится во всем ему помогать. Одна воспитывает сына. Пока она на работе, за её сыном присматривает её мать. | Периодический (2011 — настоящее время) |
| Гордон Гордон Уайатт    | Стивен Фрай     | Британский психиатр, приставленный ФБР, чтобы убедиться во вменяемости Бута после того, как последний расстрелял фигуру клоуна. Кроме ФБР работал и на Интерпол. Ушёл на пенсию и решил стать шеф-поваром. Сначала Гордон не верил в существование эмоциональной связи между Бутом и Бреннан, но в пятом сезоне помогает Буту осознать, что тот любит Кости. | Периодический (2007 — настоящее время) |
| Тимоти «Салли» Салливан | Эдди МакКлинток | Коллега и друг Бута. Имел романтические отношения с Бреннан, но решил уплыть на яхте в Вест-Индию. Бреннан отказалась уплыть с ним. | Периодический (2007)                   |

#### Родственники главных героев
| Имя                       | Исполнитель                                                | Должность | Текущий статус                         |
| ------------------------- | ---------------------------------------------------------- | --- | -------------------------------------- |
| Кайл Кинан/Расс Бреннан   | Лорен Дин                                                  | Старший брат Бреннан. После исчезновения родителей покинул сестру, и она попала в приют. Позже они налаживают отношения. Имеет мелкое криминальное прошлое. Встречается с одинокой матерью, дети которой его обожают. Имя при рождении: Кайл Кинан. | Периодический (2005-настоящее время)   |
| Макс Кинан/Мэттью Бреннан | Райан О'Нил                                                | Отец Бреннан, человек с криминальным прошлым и преступными наклонностями. Любит дочь и жалеет, что покинул её в детстве. Добровольно сдаётся властям, чтобы быть с дочерью, но его адвокату удаётся убедить жюри в его невиновности. Умер в 7 серии 12 сезона. | Периодический (2006—2017)              |
| Джаред Бут                | Брендан Фер                                                | Младший брат Сили Бута, военный-карьерист. Как и их отец, любит выпить. Сили постоянно приходится вызволять брата из различных ситуаций. После возвращения из Индии исправился и нашел свою любовь. Убит в начале 11 сезона. | Периодический (2008—2015)              |
| Паркер Мэттью Бут         | Ти Паниц                                                   | Сын Сили Бута. На момент 7 сезона ему 11 лет. Его мать отказалась выйти за Сили, когда забеременела. Несмотря на это, они сохранили хорошие отношения друг с другом. Бут назвал его в честь солдата Паркера, который погиб, и Сили чувствовал себя виновным в его смерти на поле боя. Сили тренирует команду Паркера в школе. Он очень привязан к сыну, и они часто проводят время вместе. Паркер очень хорошо относится к Кристине, дочери Бута от Бреннан. Интересно, что в русском дубляже его озвучивает женщина. | Периодический (2005 — настоящее время) |
| Кристина Энджела Бут      | Эли и Сьюзен Хартман (7-9 сезон) Санни Пелант (с 9 сезона) | Дочь Бреннан и Сили Бута. Родилась в начале 7 сезона. Её крестной матерью стала Энджела, а крестным — её сын Майкл Винсент, который старше девочки всего на девять месяцев. | Периодический (2012 — настоящее время) |
| Генри «Хэнк» Бут          | Ральф Уэйт                                                 | Дедушка Сили Бута, воспитывавший его вместо отца. Также ему понравилась Бреннан при первой их встрече (5 сезон). |                                        |
| Генри «Хэнк» Бут-мл.      |                                                            | Сын Сили Бута и Темперанс Бренан. Появился в 10 сезоне. |                                        |

#### Антагонисты
| Имя                                | Исполнитель         | Должность | Текущий статус                |
| ---------------------------------- | ------------------- | --- | ----------------------------- |
| Говард Эппс                        | Хит Фримен          | Гениальный серийный убийца, любящий вовлекать в смертельные игры Бута и Бреннан. Впервые появляется в 7 серии 1 сезона. Знакомая Бута, адвокат, во что бы то ни стало пытается убедить всех в том, что обвинение не приняло к сведению некоторые улики, которые могут оправдать Эпса, в ходе расследования всплывают и другие факты, но в результате находят и других жертв, Эппс все же оказывается преступником, но ещё более опасным, серийным убийцей. Во втором сезоне Эппс продолжает играть с командой Бута и Бренан, в 4 серии он с помощью последователя наводит Бренан на новых жертв: девушку, исчезнувшую семь лет назад, другую — убитую недавно, и похищенную но пока живую. Цена помощи Эппса в расследовании — свидание с «Кости», в которую, кажется, маньяк влюбился, хотя успел жениться на парикмахерше. В 12 серии 2 сезона, Эппс инсценировал свою смерть и сбежал с исправительного заведения и снова играет в игру с героями, цена победы- жизнь отравленной им Кэм. Сбросился с балкона при попытке задержания в финале серии. Бут пытался его спасти, но в итоге не смог удержать руку, в результате у Сили начинаются проблемы с психологической устойчивостью.                                                                    | Периодический (2005—07)       |
| Хизер «Могильщик» Таффет)          | Дирдри Лавджой      | Прокурор США Хизер Таффет серийный убийца и похититель, известный как «Могильщик». Она часто похищала людей (в частности детей) и требовала от родных выкуп. Если родные заплатят, то она скажет им, где спрятано тело до того, как у него закончится воздух. | Периодически (2006-11)        |
| Гормогон                           |                     | Серийный убийца, занимающийся каннибализмом. Хотя неоднократно фигурирует в третьем сезоне, на экране показан лишь однажды. | Периодический (2007-08)       |
| Джеймс Бродски                     | Арнольд Вослу       | Профессиональный снайпер. Бывший коллега Бута. Убийца Могильщика. Задержан Бутом после того, как убил Винсета, который взял телефон Бута, в 22 серии 6 сезона. | Периодический (2011)          |
| Кристофер Пеллант                  | Эндрю Харрисон Лидз | Родился в 1986 году в Дании. Опытный хакер и гений, который взломал сайты Сената и Министерства Обороны США и смог отключить военные коммуникации, что поставило жизни военных под угрозу. Кроме того, он ещё и убийца: он оставляет кровавые загадки команде Джефферсона и расчленяет тела своих жертв. На момент встречи с Бреннан и Бутом сидел «под домашним арестом», но и со следящим устройством на лодыжке он каким-то образом продолжает убивать. Возможно, что он использовал свои хакерские навыки для того, чтобы перепрограммировать устройство. Впоследствии с него сняли устройство слежения. В конце 7 сезона повесил на Кости убийство, вынуждая её бежать вместе с дочерью, но команда Джефферсона оправдывает её в начале 8 сезона. В середине 8 сезона вследствие своих «игр» с командой Джефферсона Бут подстрелил Пелланта, из-за чего у него шрам на правую половину лица, как следствие, Пеллант ослеп на правый глаз. В девятом сезоне признается Бреннан в любви. Убит Бутом выстрелом в грудь. Часть биографии Кристофера Пеланта, говорящая о высшем образовании, списана с актёра Эндрю Лидза, исполнившего его роль. Актёр, как и Пелант, — выпускник Стэнфорда. Более того, Эндрю Лидз учился на факультете компьютерных наук. | Периодический (2012—13, 2015) |
| Стефани «Убийца-призрак» МакНамара |                     | Загадочный убийца, убивающий своих жертв разными способами и одним общим ритуалов — отрыванием ногтей у жертв. После смерти Пеланта, Бреннан зациклилась на этом деле. Позже выясняется, что знакомая Ходжинса — Стефани МакНамара является Убийцей-призраком. Позже убита заговорщиком в ФБР. | Периодический (2013-14)       |
| Заговорщик (Дюбри)                 |                     | | Периодический (2014)          |
| Кукольник (Доктор Рашан)           |                     | Серийный убийца, делающий из своих жертв марионеток. Меняет своих жертв каждые полгода. Предположительно Кукольником мог являться Зак Эдди, но позже выясняется, что убийцей является главный доктор психбольницы, где лежал Зак. | Периодический (2016-17)       |
| Марк Ковач                         |                     | Сын военного преступника, которого убил Бут во время операции в Боснии в 1995 году. Позже убил Альдо Клеменса, священника и хорошего друга Бута. После свадьбы Кэм сбегает из тюрьмы, убивает своего напарника и взрывает лабораторию в институте Джефферсона. Убит Бутом выстрелом в голову. | Периодический (2017)          |

#### Интерны
| Имя                    | Исполнитель       | Должность | Текущий статус                         |
| ---------------------- | ----------------- | --- | -------------------------------------- |
| Доктор Кларк Эдисон    | Юджин Берд        | Интерн доктора Бреннан. Самый опытный из всех интернов, так как давно претендует на место помощника Бреннан. Также работает антропологом в отделе археологии. В деле против отца Темперанс был на стороне защиты и помог выиграть суд. В интимных отношениях — очень застенчивый человек. Живёт с девушкой по имени Нора (по собственным словам, несколько лет). Решил стать антропологом ради своего дедушки. Жалеет, что тот так и не увидел, чего добился его внук. Сильная аллергия на жимолость. По собственным словам, имеет 9 братьев и сестер. | Периодический (2007 — настоящее время) |
| Винсент Найджел-Мюррей | Райан Картрайт    | Интерн доктора Бреннан. Родом из Англии. Постоянно выдаёт факты на разные темы, что помогает ему сосредоточиться. Имеет право на обращение «Сэр», так как является английским дворянином по рождению. Атеист. Любимая песня "Coconut"Гарри Нилсона. Погиб в результате уникальной снайперской операции (целью которой был Бут), осуществленной старым сослуживцем Бута Бродски (его играет Арнольд Вослу). Винсент оказался случайной жертвой, взяв у Бута мобильный телефон. | Периодический (2008—2011)              |
| Уэнделл Брэй           | Майкл Грант Терри | Интерн доктора Бреннан. Самый способный из всех интернов. Учится в институте на деньги, собранные всеми соседями. Имел короткий роман с Энжелой Монтенегро. Играет в хоккей, нападающий. Лучший друг Ходжинса. В серии 5X2 чуть не выгнали из-за того что прекратили выплачивать стипендию. В подростковом возрасте занимался боксом. После травмы, полученной во время игры в хоккей, узнает что у него саркома Юинга. Принимал наркотики, чтобы справиться с болью, но в итоге бросил. В ходе лечения влюбляется в молодую медсестру. Близок с матерью, которая благодарила Бога за успешную карьеру Уэнделла. Отец умер от рака легких, полученного из-за курения, поэтому Уэнделл стойко против курения. Входит в число немногих интернов, которым симпатизирует Бут. | Периодический (2008 — настоящее время) |
| Дейзи Вик              | Карла Галло       | Интерн доктора Бреннан. Очень активная девушка, из-за чего её два раза увольняли из института. Девушка доктора Свитса. Благодаря ему научилась сдерживать эмоции, и её снова взяли на должность интерна. Обладает высоким самомнением, при этом оставаясь очень неуверенным в себе человеком. Наравне с остальными интернами была на свадьбе Бреннан и Бута, а также на девичнике Бреннан. В 1 серии 10 сезона выясняется, что она ждет ребёнка от Свитса — мальчика. Появляется в качестве ассистента на вскрытии в сериале «Роузвуд», 2 сезон 9 серия | Периодический (2008 — настоящее время) |
| Колин Фишер            | Джоэль Мур        | Интерн доктора Бреннан. Увлечён фантастикой. Выиграл 3 билета на премьеру «Аватар», но по сложившимся обстоятельствам не пошёл на сеанс (занялся сексом). Меланхолик—романтик. Тонкая ранимая романтичная душа, работу свою не любит, а просто наслаждается ею. Сидел в психушке. Обожает фэнтези и фантастику — книги, фильмы, сериалы, комиксы, видеоигры — все, что связано с этими жанрами. Красит ногти чёрным или любым темным лаком. После ухода из Джефферсона работает репетитором дочери президента. | Периодический (2008 — настоящее время) |
| Арасту Вазири          | Пей Вахдат        | Интерн доктора Бреннан. Родом из Ирана. Мусульманин, поэтому молится 5 раз в день. Специально подделывал акцент, чтобы к нему относились серьёзнее. Умеет обращаться с нунчаки, из-за чего Ходжинс назвал его «Персидский ниндзя». Очень чуткий и отзывчивый человек. До прихода в институт работал переводчиком в Афганистане, убил человека, защищая своих напарников от смерти. Фанат бейсбола. Входит в лигу по бейсболу в своей мечети. Встречается с Кэм Сэроян. В конце восьмого сезона заражается смертельным вирусом. Его успевают спасти. Временно расстаётся с Кэм, но после недолгой разлуки возвращается к ней, отказавшись ради неё от частной практики в Берлине. | Периодический (2008 — настоящее время) |
| Финн Абернети          | Люк Клейнтанк     | Интерн доктора Бреннан. Блестящий молодой гений с «очарованием жлоба». Получил степень бакалавра в 16 лет. На данный момент один из самых умных в команде, что признала даже доктор Бреннан с первых минут общения с ним. Всегда носит на голове бейсболку. Кэм с удовольствием принимает Финна в команду Джефферсона, но Кэролайн обеспокоена богатым прошлым Финна и его влиянием на остальных сотрудников. Вундеркинд отбывал срок в местах заключения для несовершеннолетних за воровство и угон машин. В родном городе Финна ходили слухи о том, что он убил своего отчима, так как многие слышали, как он угрожал ему с ножом в руках. Отчим, работающий заправщиком, избивал Финна и его мать, они бедно жили в трейлерном парке (7х2). После очередного такого случая, Финн пообещал отчиму, что убьет его, если он ещё раз тронет его мать, в связи с этим отчим сбежал. По словам самого Абернати, он увлекся криминалистикой планируя убийство отчима, но прочитав книгу доктора Бреннан, понял, что его обязательно раскроют. Несмотря на прошлое, отлично вписался в команду. Встречается с приемной дочерью доктора Сэроян, в 10 сезоне они расстаются друзьями. Вместе с Ходжинсом выпускает соус. | Периодический (2011 — настоящее время) |
| Доктор Оливер Уэллс    | Брайан Клагман    | Интерн доктора Бреннан с несколькими научными степенями, начиная от физики и заканчивая психологией. Своим поведением и самоуверенностью вызывает антипатию почти у всех в лаборатории. | Периодический (2012 — настоящее время) |
| Родольфо Фуэнтес       | Игнасио Серричио  | Интерн доктора Бреннан. Родольфо является кубинским судебным антропологом, ищет убежища в США. Несмотря на то, что он был уже квалифицированным судебным антропологом на Кубе, он хочет получить квалификацию в Америке. Несмотря на его привычки, Ходжинс берет его под своё крыло и становится хорошим другом для него. Носит с собой четки отца. | Периодический (2014 — настоящее время) |
| Джессика Уорен         | Лора Спенсер      | Интерн доктора Бреннан. Джессика появляется в первый раз в конце сезона 9. Стала второй женщиной-интерном. Она часто попадает в конфликт с Кэм и Кости, потому что использует экспериментальные научные методы и стремится не спрашивать разрешения, чтобы запустить свои эксперименты. Очень общительная, энергичная и предприимчивая. Она также очень близка с Ходжинсом. Утверждает, что её хобби — сбор образцов всех химических элементов. | Периодический (2014 — настоящее время) |